# CubeSat

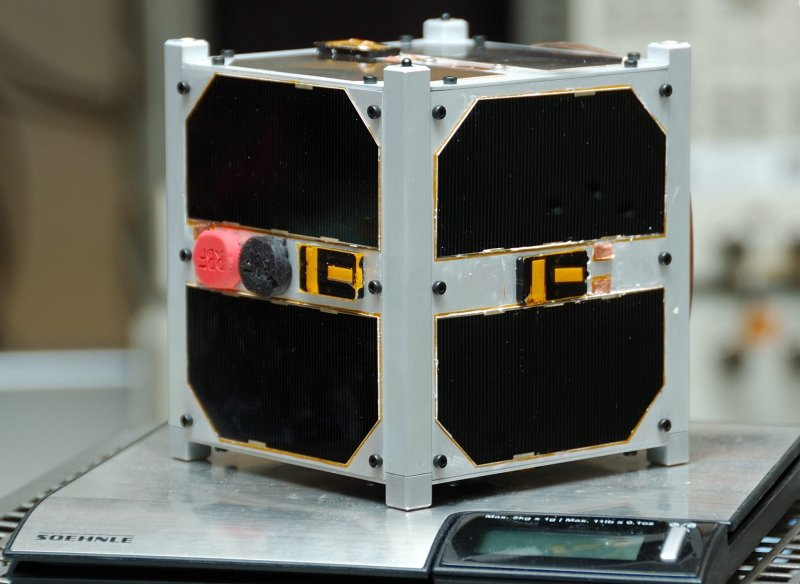
ESTCube-1.

CubeSat este un tip de satelit miniatural care orbitează într-o orbită joasă. Sateliții de acest tip sunt niște cuburi cu latura de 10 cm (pentru un volum de 1 l). Sateliții cântăresc 1,33kg constând în componente electronice și combustibil. CubeSat este și numele unui set de specificații pentru acest gen de sateliți, pregătite de prof. Jordi Puig-Suari de la Universitatea Politehnică de Stat California și prof. Bobby Twiggs de la Universitatea Stanford. Alte specificații asemănătoare pentru sateliți nu sunt disponibile pe internet.

## Descriere
Specificațiile CubeSat urmăresc următoarele scopuri:
- simplificarea structurală a sateliților;
- trimiterea de produse ieftine în cosmos;
- folosirea combustibilului din navele propulsor în loc de folosirea lansatoarelor individuale;
- definirea unor norme de preț pentru folosirea unor propulsoare dedicate cu lansare rapidă (catapulte Pico-Satellite Orbital Deployer).

Fiecare micro-satelit CubeSat are dimensiuni standard de 10-10-10 cm și este lansat de un mecanism Pico-Satellite Orbital Deployer montat pe un vehicul de transport pentru aducere pe orbită.